# Pal (Andorra)
Pal è un villaggio di Andorra, nella parrocchia di La Massana con 215 abitanti (dato 2010) situato a 4 km dal centro di La Massana.
Nel centro storico del villaggio si trova la chiesa dedicata a san Clemente, il cui campanile, in stile romanico lombardo, è uno dei migliori esempi ad Andorra, restaurato da Cèsar Martinell. La chiesa, che possedeva inizialmente una pianta romanica, è stata ampliata con lavori successivi tra i XVII e il XIX secolo. Al suo interno si trovano resti di pitture murali del XVI secolo.
La stazione sciistica di Pal è stata inaugurata nel 1983.
La festa major si svolge l'ultimo giorno di giugno.
Una leggenda dice che Pal è stato scoperto da un uomo di Riberaygua famiglia. Quell'uomo si chiamava Bonaventura Riberaygua e cambiò il suo cognome in Pal-Riberaygua, ma poi, i loro figli, cambiò il cognome a causa della sua difficoltà a Riberaygua. Pal-Riberaygua ha detto che la terra dedicata a tutti i membri della famiglia che sono stati chiamati Riberaygua Eduard o Bonaventura. Questa è una leggenda di La Massana, in Andorra